# Mistrzostwa Polski Seniorów w Lekkoatletyce 1995
71. Mistrzostwa Polski Seniorów w Lekkoatletyce – zawody sportowe, które rozgrywane były w Warszawie na stadionie Skry w dniach 18–20 sierpnia 1995 roku. Po raz pierwszy rozegrano mistrzostwa w skoku o tyczce i rzucie młotem kobiet, a także w biegu na 100 kilometrów mężczyzn.

## Rezultaty
| NR – rekord Polski \| NL – najlepszy wynik w Polsce w sezonie \| SB – najlepszy wynik w sezonie \| PB – rekord życiowy |

### Mężczyźni
| Konkurencja:                  | 1. miejsce                                                                                | Rezultat | 2. miejsce                                                                           | Rezultat | 3. miejsce                                                                              | Rezultat |
| Bieg na 100 m                 | Marek Zalewski Resursa Zduńska Wola                                                       | 10,66    | Marcin Krzywański RKS Łódź                                                           | 10,72    | Wojciech Szymkowiak Zawisza Bydgoszcz                                                   | 10,74    |
| Bieg na 200 m                 | Robert Maćkowiak Śląsk Wrocław                                                            | 20,78    | Piotr Tymko Skra Warszawa                                                            | 21,77    | Piotr Balcerzak Skra Warszawa                                                           | 21,78    |
| Bieg na 400 m                 | Tomasz Jędrusik Zawisza Bydgoszcz                                                         | 45,90    | Piotr Rysiukiewicz Śląsk Wrocław                                                     | 45,97    | Artur Gąsiewski Śląsk Wrocław                                                           | 47,02    |
| Bieg na 800 m                 | Piotr Piekarski Zawisza Bydgoszcz                                                         | 1:48,13  | Andrzej Jakubiec AZS Poznań                                                          | 1:49,13  | Sebastian Miller Pojezierze Suwałki                                                     | 1:49,47  |
| Bieg na 1500 m                | Piotr Rostkowski Gwardia Olsztyn                                                          | 3:45,01  | Wojciech Kałdowski Baszta Bytów                                                      | 3:45,30  | Leszek Zblewski SKLA Sopot                                                              | 3:45,41  |
| Bieg na 5000 m                | Jan Białk Gryf Wejherowo                                                                  | 13:54,27 | Zbigniew Nadolski Olimpia Poznań                                                     | 14:03,48 | Krzysztof Bałdyga Oleśniczanka                                                          | 14:07,58 |
| Bieg na 10 000 m              | Jan Białk Gryf Wejherowo                                                                  | 28:52,37 | Grzegorz Głogosz Skra Warszawa                                                       | 29:03,77 | Jan Huruk Gryf Słupsk                                                                   | 29:09,04 |
| Bieg na 110 m przez płotki    | Ronald Mehlich AZS-AWF Katowice                                                           | 13,63w   | Krzysztof Mehlich AZS-AWF Katowice                                                   | 13,65w   | Artur Kohutek Zawisza Bydgoszcz                                                         | 13,72w   |
| Bieg na 400 m przez płotki    | Paweł Januszewski Skra Warszawa                                                           | 50,00    | Piotr Kotlarski AZS-AWF Katowice                                                     | 50,18    | Paweł Woźniak Skra Warszawa                                                             | 50,23    |
| Bieg na 3000 m z przeszkodami | Rafał Wójcik STS Skarżysko-Kamienna                                                       | 8:25,93  | Michał Bartoszak Olimpia Poznań                                                      | 8:25,94  | Jan Zakrzewski Oleśniczanka                                                             | 8:35,05  |
| Sztafeta 4 × 100 m            | Zawisza Bydgoszcz Jacek Lewandowski Tomasz Jędrusik Wojciech Szymkowiak Mariusz Bobrowski | 41,04    | Skra Warszawa Piotr Balcerzak Piotr Wrotek Paweł Jesień Piotr Tymko                  | 41,31    | AZS-AWF Warszawa Piotr Stańkowski Piotr Długosielski Tomasz Krawczyk Łukasz Snopkiewicz | 41,84    |
| Sztafeta 4 × 400 m            | Skra Warszawa Piotr Tymko Paweł Woźniak Artur Gąsiewski Paweł Januszewski                 | 3:08,60  | AZS-AWF Katowice Krzysztof Jaślanek Krzysztof Mehlich Piotr Kotlarski Patryk Tronina | 3:14,89  | AZS-AWF Wrocław Tomasz Kadyło Andrzej Zahorski Marek Sroka Grzegorz Stromiński          | 3:16,39  |
| Skok wzwyż                    | Artur Partyka ŁKS Łódź                                                                    | 2,32     | Jarosław Kotewicz Ziemia Iławska                                                     | 2,29     | Przemysław Radkiewicz Skra Warszawa                                                     | 2,26     |
| Skok o tyczce                 | Adam Kolasa Bałtyk Gdynia                                                                 | 5,20     | Andrzej Gawenda Orzeł Warszawa                                                       | 5,10     | Tomasz Leszczyński Zawisza Bydgoszcz                                                    | 5,00     |
| Skok w dal                    | Dariusz Bontruk Orzeł Warszawa                                                            | 8,08     | Roman Golanowski Śląsk Wrocław                                                       | 7,81     | Rafał Wyrzykowski Vectra Włocławek                                                      | 7,64     |
| Trójskok                      | Paweł Zdrajkowski MKS Aleksandrów Łódzki                                                  | 16,24    | Jacek Butkiewicz Pomorzanin Toruń                                                    | 16,22    | Piotr Weremczuk Zawisza Bydgoszcz                                                       | 15,92    |
| Pchnięcie kulą                | Helmut Krieger Unia Kędzierzyn                                                            | 17,90    | Piotr Perżyło Górnik Brzeszcze                                                       | 17,23    | Adam Adamowski Śląsk Wrocław                                                            | 16,92    |
| Rzut dyskiem                  | Dariusz Juzyszyn AZS-AWF Wrocław                                                          | 54,36    | Mieczysław Szpak Sztorm Kołobrzeg                                                    | 54,10    | Andrzej Krawczyk WKS Ciechanów                                                          | 52,94    |
| Rzut młotem                   | Lech Kowalski Stal Mielec                                                                 | 73,34    | Szymon Ziółkowski AZS Poznań                                                         | 72,70    | Maciej Pałyszko Legia Warszawa                                                          | 67,92    |
| Rzut oszczepem                | Rajmund Kółko Górnik Polkowice                                                            | 75,74    | Dariusz Trafas Sztorm Kołobrzeg                                                      | 75,46    | Tomasz Damszel Legia Warszawa                                                           | 74,90    |

### Kobiety
| Konkurencja:               | 1. miejsce                                                                          | Rezultat | 2. miejsce                                                                         | Rezultat | 3. miejsce                                                                              | Rezultat |
| Bieg na 100 m              | Kinga Leszczyńska Warszawianka                                                      | 11,75    | Anna Leszczyńska Warszawianka                                                      | 11,84    | Marzena Pawlak Olimpia Poznań                                                           | 11,88    |
| Bieg na 200 m              | Kinga Leszczyńska Warszawianka                                                      | 23,64    | Izabela Czajko Jagiellonia Białystok                                               | 23,80    | Małgorzata Derezińska Zawisza Bydgoszcz                                                 | 24,17    |
| Bieg na 400 m              | Barbara Grzywocz AZS-AWF Katowice                                                   | 53,27    | Sylwia Kwilińska AZS-AWF Warszawa                                                  | 53,73    | Inga Tarnawska Śląsk Wrocław                                                            | 54,57    |
| Bieg na 800 m              | Małgorzata Rydz Budowlani Częstochowa                                               | 2:03,39  | Anna Brzezińska Gwardia Opole                                                      | 2:03,49  | Agnieszka Gołębiowska AZS Lublin                                                        | 2:05,56  |
| Bieg na 1500 m             | Małgorzata Rydz Budowlani Częstochowa                                               | 4:20,13  | Anna Jakubczak Skra Warszawa                                                       | 4:21,54  | Ernestyna Kopeć Wawel Kraków                                                            | 4:21,91  |
| Bieg na 5000 m             | Dorota Gruca Agros Zamość                                                           | 16:05,00 | Małgorzata Sobańska AZS-AWF Wrocław                                                | 16:07,65 | Aniela Nikiel Piast Cieszyn                                                             | 16:09,13 |
| Bieg na 10 000 m           | Dorota Gruca Agros Zamość                                                           | 34:00,58 | Aniela Nikiel Piast Cieszyn                                                        | 34:01,65 | Elżbieta Nadolna AZS-AWF Wrocław                                                        | 34:08,91 |
| Bieg na 100 m przez płotki | Aldona Fogiel AZS-AWF Warszawa                                                      | 13,26    | Anna Leszczyńska Warszawianka                                                      | 13,33    | Aneta Sosnowska Skra Warszawa                                                           | 13,54    |
| Bieg na 400 m przez płotki | Monika Warnicka AZS-AWF Wrocław                                                     | 56,39    | Agata Wołkowycka AZS-AWF Warszawa                                                  | 1:00,22  | Dorota Bartnik Olimpia Poznań                                                           | 1:00,75  |
| Sztafeta 4 × 100 m         | AZS-AWF Warszawa Jolanta Rusin Sylwia Kwilińska Aldona Fogiel Wioletta Wojtasik     | 46,51    | Skra Warszawa Dorota Krawczak Aneta Sosnowska Bożena Trzcińska Aleksandra Pielużek | 46,90    | AZS-AWF Kraków Anna Gaś Halina Pilch Katarzyna Dobija Janina Bielewicz                  | 46,93    |
| Sztafeta 4 × 400 m         | AZS-AWF Warszawa Beata Kowalska Agata Wołkowycka Wioletta Wojtasik Sylwia Kwilińska | 3:41,25  | AZS-AWF Wrocław Monika Warnicka Grażyna Penc Agnieszka Kempińska Anna Paszyńska    | 3:44,18  | AZS-AWF Katowice Barbara Grzywocz Małgorzata Posłuszna Anna Ogrodowczyk Małgorzata Filo | 3:44,46  |
| Skok wzwyż                 | Donata Wawrzyniak SKLA Sopot                                                        | 1,89     | Iwona Kielan RKS Łodź                                                              | 1,86     | Bernadetta Lawrenz MKS-AZS-AWF Gdańsk                                                   | 1,84     |
| Skok o tyczce              | Anna Skrzyńska SKLA Sopot                                                           | 3,11     | Izabela Wojszko AZS-AWF Warszawa                                                   | 2,90     | Anna Wielgus Bałtyk Gdynia                                                              | 2,80     |
| Skok w dal                 | Agata Karczmarek Legia Warszawa                                                     | 6,48     | Katarzyna Dobija AZS-AWF Kraków                                                    | 6,26     | Ilona Pazoła Krokus Leszno                                                              | 6,18     |
| Trójskok                   | Ilona Pazoła Krokus Leszno                                                          | 13,56w   | Aneta Sadach Start Łodź                                                            | 12,95    | Renata Szykulska AZS-AWF Wrocław                                                        | 12,84    |
| Pchnięcie kulą             | Katarzyna Żakowicz Podlasie Białystok                                               | 16,13    | Krystyna Zabawska Podlasie Białystok                                               | 15,49    | Agnieszka Ptaszkiewicz WKS Ciechanów                                                    | 14,73    |
| Rzut dyskiem               | Joanna Wiśniewska Śląsk Wrocław                                                     | 54,14    | Renata Tokarz AZS-AWF Kraków                                                       | 50,10    | Agnieszka Ptaszkiewicz WKS Ciechanów                                                    | 49,60    |
| Rzut młotem                | Elżbieta Wolnik AZS-AWF Gorzów Wlkp.                                                | 43,50    | Monika Kopeć AZS-AWF Gorzów Wlkp.                                                  | 42,94    | Jolanta Borawska Śląsk Wrocław                                                          | 42,86    |
| Rzut oszczepem             | Genowefa Patla AZS-AWF Warszawa                                                     | 56,10    | Ewa Rybak Skra Warszawa                                                            | 54,78    | Renata Nieroda AZS-AWF Kraków                                                           | 50,20    |

## Biegi przełajowe
67. mistrzostwa Polski w biegach przełajowych rozegrano 26 marca w Sopocie. Kobiety rywalizowały na dystansie 5 km, a mężczyźni na 5 km i na 12 km.

### Mężczyźni
| Konkurencja:            | 1. miejsce                          | Rezultat | 2. miejsce                 | Rezultat | 3. miejsce                      | Rezultat |
| Bieg przełajowy (5 km)  | Rafał Wójcik STS Skarżysko-Kamienna | 15:24    | Piotr Gładki Lechia Gdańsk | 15:29    | Waldemar Glinka AZS-AWF Wrocław | 15:30    |
| Bieg przełajowy (12 km) | Artur Osman STS Skarżysko-Kamienna  | 38:03    | Adam Szanowicz Gryf Słupsk | 38:25    | Krzysztof Bałdyga Oleśniczanka  | 38:35    |

### Kobiety
| Konkurencja:           | 1. miejsce                | Rezultat | 2. miejsce                 | Rezultat | 3. miejsce                  | Rezultat |
| Bieg przełajowy (5 km) | Dorota Gruca Agros Zamość | 17:45    | Wioletta Kryza AZS Olsztyn | 17:48    | Danuta Marczyk LZS Koluszki | 17:51    |

## Maraton
Maratończycy (mężczyźni i kobiety) rywalizowali 30 kwietnia we Wrocławiu.

### Mężczyźni
| Konkurencja: | 1. miejsce                           | Rezultat | 2. miejsce                    | Rezultat | 3. miejsce                              | Rezultat |
| Maraton      | Wiesław Pałczyński Zawisza Bydgoszcz | 2:16:31  | Waldemar Lisicki Flota Gdynia | 2:17:32  | Kazimierz Stanisławski Górnik Brzeszcze | 2:17:36  |

### Kobiety
| Konkurencja: | 1. miejsce                      | Rezultat | 2. miejsce              | Rezultat | 3. miejsce                    | Rezultat |
| Maraton      | Wioletta Uryga Górnik Polkowice | 2:44:16  | Anna Kszak Wawel Kraków | 2:44:41  | Sławomira Dubiel Wawel Kraków | 2:46:25  |

## Chód na 20 km mężczyzn i na 10 km kobiet
Mistrzostwa w chodzie na 20 kilometrów mężczyzn i na chodzie na 10 kilometrów kobiet odbyły się 16 czerwca w Warszawie.

### Mężczyźni
| Konkurencja:  | 1. miejsce                       | Rezultat | 2. miejsce                     | Rezultat | 3. miejsce                  | Rezultat |
| Chód na 20 km | Robert Korzeniowski Wawel Kraków | 1:20:52  | Stanisław Stosik Lechia Gdańsk | 1:22:21  | Mariusz Ornoch Flota Gdańsk | 1:22:38  |

### Kobiety
| Konkurencja:  | 1. miejsce                     | Rezultat | 2. miejsce                    | Rezultat | 3. miejsce                | Rezultat |
| Chód na 10 km | Katarzyna Radtke Lechia Gdańsk | 43:28    | Marta Żukowska AZS MKS Gdańsk | 44:36    | Beata Ornoch Flota Gdynia | 46:58    |

## Chód na 5000 m kobiet
Mistrzostwa w chodzie na 5000 metrów kobiet (na bieżni) kobiet rozegrano 20 lipca w Warszawie.
| Konkurencja:   | 1. miejsce                     | Rezultat | 2. miejsce                    | Rezultat | 3. miejsce                | Rezultat |
| Chód na 5000 m | Katarzyna Radtke Lechia Gdańsk | 21:49,73 | Marta Żukowska AZS MKS Gdańsk | 22:26,03 | Beata Ornoch Flota Gdynia | 23:38,97 |

## Wieloboje
Mistrzostwa w dziesięcioboju mężczyzn i siedmioboju kobiet zostały rozegrane 26 i 27 sierpnia w Kielcach.

### Mężczyźni
| Konkurencja:  | 1. miejsce                          | Rezultat  | 2. miejsce                    | Rezultat  | 3. miejsce                      | Rezultat  |
| Dziesięciobój | Grzegorz Stromiński AZS-AWF Wrocław | 7494 pkt. | Michał Modelski Lechia Gdańsk | 7437 pkt. | Maciej Chmara Zawisza Bydgoszcz | 7147 pkt. |

### Kobiety
| Konkurencja: | 1. miejsce                   | Rezultat  | 2. miejsce                       | Rezultat  | 3. miejsce                      | Rezultat  |
| Siedmiobój   | Bożena Bogucka Śląsk Wrocław | 5411 pkt. | Izabela Wojszko AZS-AWF Warszawa | 5368 pkt. | Katarzyna Dobija AZS-AWF Kraków | 5227 pkt. |

## Półmaraton
Mistrzostwa Polski w półmaratonie rozegrano 2 września w Brzeszczach.

### Mężczyźni
| Konkurencja: | 1. miejsce               | Rezultat | 2. miejsce                  | Rezultat | 3. miejsce                 | Rezultat |
| Półmaraton   | Jan Białk Gryf Wejherowo | 1:03:48  | Jacek Kasprzyk Wawel Kraków | 1:03:52  | Adam Szanowicz Gryf Słupsk | 1:03:53  |

### Kobiety
| Konkurencja: | 1. miejsce                  | Rezultat | 2. miejsce                           | Rezultat | 3. miejsce                         | Rezultat |
| Półmaraton   | Aniela Nikiel Piast Cieszyn | 1:12:46  | Marzanna Helbik Kolejarz 24 Katowice | 1:12:51  | Izabela Zatorska Krośnianka Krosno | 1:13:26  |

## Chód na 50 km mężczyzn
Zawody mistrzowskie w chodzie na 50 kilometrów mężczyzn rozegrano 17 września w Zamościu.
| Konkurencja:  | 1. miejsce                | Rezultat | 2. miejsce                     | Rezultat | 3. miejsce                  | Rezultat |
| Chód na 50 km | Jan Holender Flota Gdynia | 4:06:22  | Stanisław Stosik Lechia Gdańsk | 4:07:24  | Waldemar Dudek Wawel Kraków | 4:09:45  |

## Bieg na 100 km mężczyzn
Pierwsze w historii mistrzostwa w biegu na 100 kilometrów mężczyzn zostały rozegrane 21 października w Kaliszu.
| Konkurencja:   | 1. miejsce                          | Rezultat | 2. miejsce                  | Rezultat | 3. miejsce                     | Rezultat |
| Bieg na 100 km | Jarosław Janicki MKS Hermes Gryfino | 6:22:33  | Ryszard Płochocki TS Kalisz | 6:49:37  | Jacek Konieczny Olimpia Poznań | 6:55:07  |